# Новокрасновка (Донецкая область)
Новокрасновка (укр. Новокраснівка) — село на Украине, находится в Никольском районе Донецкой области.
Код КОАТУУ — 1421785001. Почтовый индекс — 87022. Телефонный код — 6246.

## Экономика
Основу экономики Новокрасновки составляет сельскохозяйственное ООО «Новая Нива» (в его состав входит молочно-товарная ферма фирмы «Вестфалия»).

## Образование
В 1969 году по решению правления колхоза им. Дзержинского, которое в то время возглавлял Якименко Василий Иванович, было принято решение построить на собственные средства колхоза новую школу. Открытие сооруженной школы произошло в феврале 1971 года.
За годы существования учреждение очень изменился внешне: появились металлопластиковые окна, которые сделали школу светлее, еще более приветливой и уютной, школьный двор имеет современное покрытие, содержащий стильный вид всей школьной территории. Радуют глаз и клумбы, на которых красуются розы — ежегодный подарок на память от выпускников школы. Но главные изменения произошли в её внутренней образовательной среде. Педагогический коллектив, который состоит из 20 учителей (почти половина из них являются выпускниками этой школы), сумел достичь высоких показателей в своей деятельности.
Возглавляет коллектив школы уже 29 лет Журило Виктор Николаевич, отличник народного образования, депутат районного совета, мастер своего дела, который может видеть и в ребенке, и во взрослом личность; умелый организатор, опытный руководитель, инициатор многих творческих начинаний в школе.

## Достопримечательности и культура

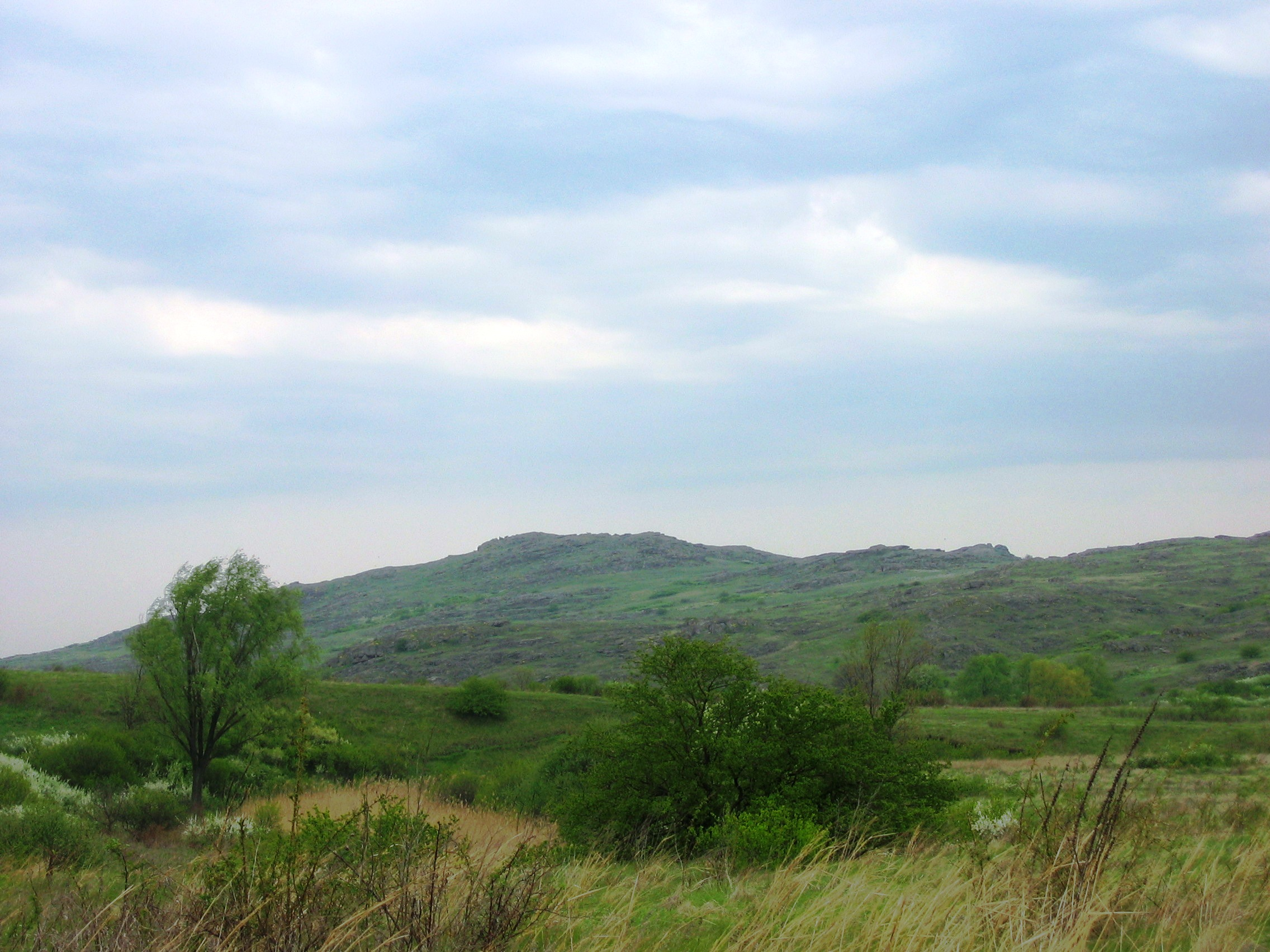
Вид на восточную гряду Каменных могил со стороны села Назаровка, перед дамбой на реке Каратыш

На территории Новокрасновского сельсовета возле села Назаровка на границе Донецкой и Запорожской областей расположен заповедник Каменные могилы (площадь 400 га), являющийся выдающимся туристическим объектом Никольского района. Кроме живописных пейзажей, он удовлетворяет еще и научные, исторические и этнографические интересы посетителей.
Места для осмотра в заповеднике:
- Могила Острая — самая высокая гора в заповеднике, на которой высечено древний трезубец и надпись о том, что на этом месте был алтарь бога Ареса;
- «Ворота солнца» — расщелины вершин Витязь и Панорама, оттуда лучше видно восход солнца.
- Поклонный крест — памятник воинам, погибшим в бою с монголо-татарами на реке Калке в 1223 году.

В заповеднике ежегодно более 10 лет происходит межрегиональный фестиваль «Легенды степи».

## Население
- 1859 — 289 чел.
- 1897 — 590 чел. (перепись), православных — 545 (92,4 %)
- 1908 — 614 чел.
- 1918 — 632 чел.
- 1922 — 667 чел.
- 2001 — 935 чел. (перепись)

В 2001 году родным языком назвали:
- русский язык — 567 чел. (60,64 %)
- украинский язык — 360 чел. (38,50 %)
- немецкий язык — 5 чел. (0,53 %)
- белорусский язык — 1 чел. (0,11 %)

## Адрес местного совета
87022, Донецкая область, Никольский р-н, с. Новокрасновка, ул. Дзержинського, 42, 2-36-31